# Foolish Beat
Foolish Beat è un singolo della cantautrice statunitense Debbie Gibson, pubblicato nel 1988 ed estratto dall'album Out of the Blue.

## Tracce
- 7" (USA)

1. Foolish Beat
2. Foolish Beat (Instrumental)

- 7" (UK)

1. Foolish Beat
2. Between the Lines

## Classifiche
| Classifica (1988) | Posizione massima |
| ----------------- | ----------------- |
| Stati Uniti       | 1                 |